# Ciudad Universitaria de Caracas
Ciudad Universitaria de Caracas (tiếng Tây Ban Nha: Ciudad Universitaria de Caracas, viết tắt là CUC, nghĩa là Thành phố đại học của Caracas) là khu trường sở chính của Đại học Trung tâm Venezuela, nằm ở trung tâm thủ đô Caracas của Venezuela. Nó được thiết kế bởi kiến trúc sư người Venezuela Carlos Raúl Villanueva và được công nhận là Di sản thế giới của UNESCO từ năm 2000. Ciudad Universitaria de Caracas được coi là kiệt tác về kiến trúc và quy hoạch đô thị và là trường đại học duy nhất được thiết kế vào thế kỷ 20 được nhận danh hiệu này của UNESCO.